# Ütgenbach

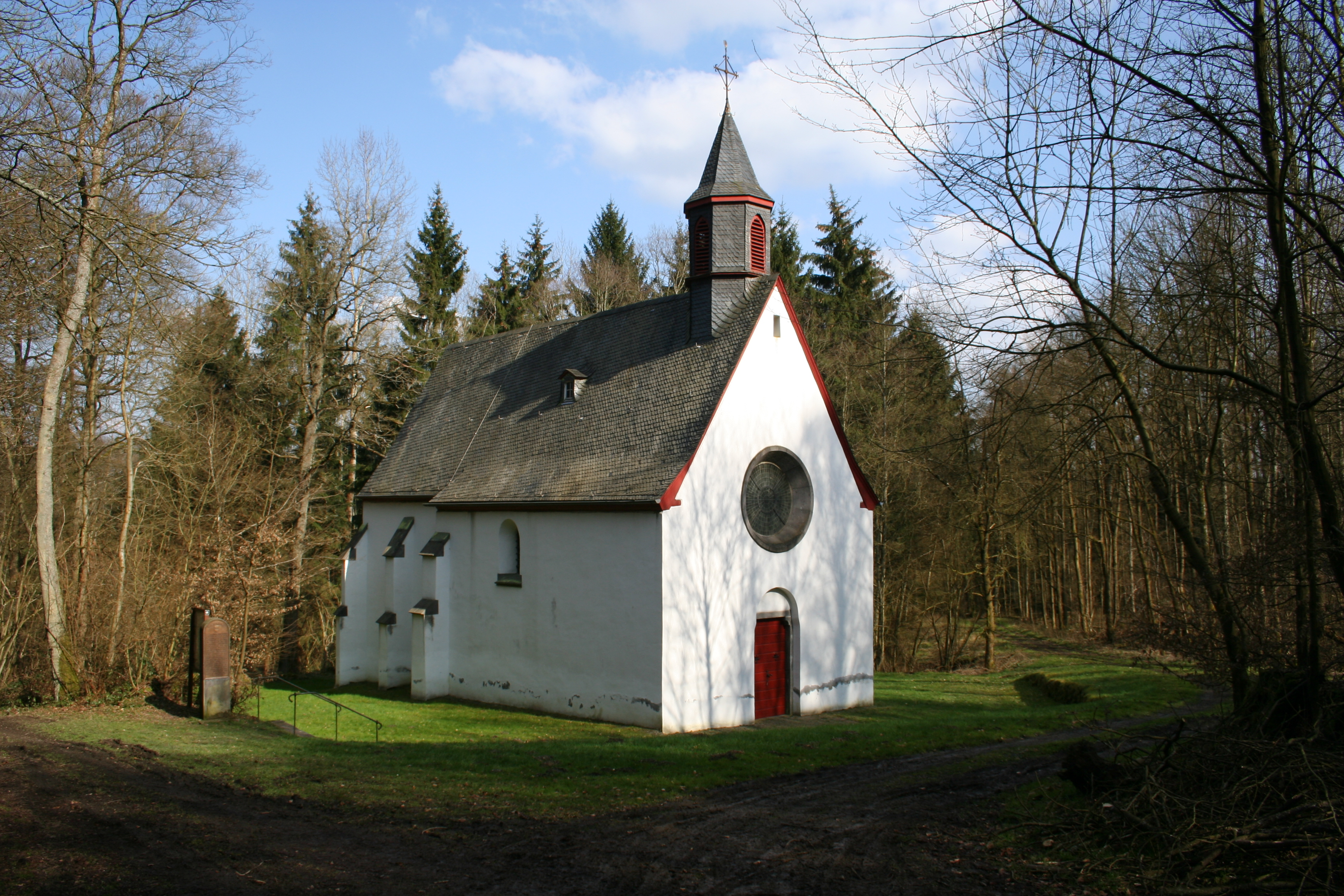
Kapelle Ütgenbach

Ütgenbach ist eine Wüstung in der Ortsgemeinde Asbach im rheinland-pfälzischen Landkreis Neuwied. Von der heute zum Ortsteil Schöneberg gehörenden Wüstung ist nur noch die St. Florinus geweihte Kapelle erhalten geblieben. 

Nicht weit von der Kapelle entfernt ist ein Hügel mit Graben und Wall erkennbar. Auf dem Hügel stand einst die Turmhügelburg Ütgenbach (Motte). Wahrscheinlich war dies der Sitz der Herren von Ütgenbach, die im Jahr 1330 nach Ehrenstein umzogen. 1173 wird die Schenkung eines Gutes zu Ütgenbach durch den Kölner Erzbischof Arnold von Wied an das 1147 gestiftete Kloster Schwarzrheindorf bestätigt. Ein Dietrich von Ütgenbach wird zwischen 1216 und 1234 in saynischen Urkunden als Zeuge genannt und war 1222 Vogt zu Elsaff bei Asbach. 

Rekonstruktion von Kapelle und Turmhügelburg für die Zeit um das Jahr 1300 (Kapelle noch ohne Chorraum).

  Sein Sohn Gerlach besaß 1263 den Hof Ütgenbach als Mittelpunkt einer größeren Grundherrschaft.  Ritter Rorich von Ütgenbach (1312–1345) nannte sich ab dem Jahr 1331 Herr zu Ehrenstein. In einem Vertrag vom 28. August 1499 verpflichten sich „Bertram von Nesselrode, Herr zu Ehrenstein und seine Ehefrau Margarethe“ zu einer Stiftung von Pfründen für einen Priester und für ein Armenspital in Ütgenbach. Gleichzeitig wird beschrieben, dass das „Schloss zu Ütgenbach verstöret und zerbrochen worden ist“. 
Die Stiftung für Ütgenbach wurde bereits zwei Jahre später, also im Jahr 1501, in das Kreuzherrenkloster Ehrenstein „inkorporiert“. Für das Jahr 1499 ist die Honschaft Ütgenbach im kölnischen Amt Altenwied bezeugt. Im Jahre 1626 wurde der Zustand der Kapelle und des Hospitals in Ütgenbach im Rahmen einer Visitation ohne Beanstandung geprüft. Das Spital wurde wahrscheinlich 1632 im Dreißigjährigen Krieg durch das schwedische Heer unter General Baudissin zerstört. Das Spital kam bis zur Säkularisation 1812 nach Ehrenstein.

Neben der Kapelle befand sich diese Info-Tafel
(gestohlen im Oktober 2010)

Der Hof Ütgenbach muss noch im Jahr 1814 bewohnt gewesen sein, denn ein Asbacher Bruderschafts-Verzeichnis von 1814 weist Mitglieder aus Ütgenbach auf. Gegen 1850 verzogen die Pächter nach Reeg und die Fachwerkgebäude wurden in Asbach neu aufgebaut. Die Druckerei Rahm aus Asbach schreibt in ihrer Firmengeschichte, dass das heutige Firmengebäude einst in Ütgenbach stand und vor ca. 250 Jahren in Asbach aufgebaut wurde.
Der Überlieferung nach war Ütgenbach Sitz der ältesten Pfarrkirche des vorderen Westerwaldes. Zum Friedhof führten sternförmige Leichenwege. Das Langhaus der noch vorhandenen Kapelle soll im 12. Jahrhundert erbaut worden sein. Um das Jahr 1400 erfolgte der Anbau des gotischen Chores. Unterhalb des Gotteshauses wurde „eine geheimnisvolle, heilkräftige Quelle verehrt“. 